# Конрад, Ференц
Ференц Конрад (венг. Ferenc Konrád; 17 апреля 1945, Будапешт, Венгрия — 21 апреля 2015,там же) — венгерский ватерполист, чемпион летних Олимпийских игр в Монреале (1976), двукратный призёр Олимпийских игр.

## Спортивная карьера
Окончил медицинский факультет Будапештского университета.
Свою ватерпольную карьеру начал играть в клубе «Локомотив» (Будапешт), затем в течение десяти лет выступал за столичный Budapest Vasutas (BVSC) (1956—1966), с 1966 по 1980 гг. — в составе спортивного клуба медицинского факультета Будапештского университета Orvosegyetem SC, последние два года в профессиональном водном поло провёл в клубе Külker SC (1980—1982).
Восьмикратный чемпион Венгрии (1966, 1969—1974 и 1978), двукратный обладатель Кубка европейских чемпионов (1972 и 1978) и Кубка Венгрии (1970 и 1974). В 1966 г. был признан «Ватерполистом года» в Венгрии.
За национальную сборную с 1963 по 1976 гг. провёл 178 матча, чемпион летних Олимпийских играх в Монреале (1976), серебряный призёр — летних Игр в Мюнхене (1972) и бронзовый — в Мехико (1968). Победитель мирового первенства в Белграде (1973), серебряный призёр чемпионата мира в колумбийском Кали (1975), чемпион Европы в Вене (1974), серебряный призёр континентального первенства в Барселоне (1970). Победитель Универсиады, проходившей в Будапеште (1965).
С 1984 г. работал судьей по водному поло.